# Château d'Étrembières
Le château d'Étrembières est une ancienne maison forte, de la fin du XIIIe siècle ou du début du XIVe siècle, remanié aux XVe et XVIe siècles et restauré au XXe siècle, qui se dresse sur la commune d'Étrembières dans le département de la Haute-Savoie en région Auvergne-Rhône-Alpes.

## Situation
Le château d'Étrembières est situé dans le département français de la Haute-Savoie sur la commune d'Étrembières, à l'extrémité nord du Petit-Salève, sur un mamelon dominant de 27 mètres le château des Terreaux. Il surveillait le pont et le bac permettant de franchir l'Arve au niveau de Gaillard.

## Historique
Le château est le berceau de la famille d'Étrembières ; les chevaliers d'Étrembières sont cités depuis 1201 comme vassaux des comtes de Genève.
Il aurait été construit à la fin du XIIIe siècle. Aymon de Quart, prince-évêque de Genève signe en 1309 au château un accord avec les bourgeois de Genève. Vers 1320, il est la possession de la famille de Compey. À la suite de l'assassinat de Bernard de Menthon par Philibert II de Compey survenu en 1479 et sa condamnation à mort, le duc de Savoie, confisque tous les biens de la famille de Compey dont le château d'Étrembières.
En 1539 il est aux mains de Marin de Montchenu. Il est rendu en 1526 à la famille de Compey, mais son possesseur, un autre Philibert de Compey, assassine à Genève un chanoine fribourgeois ; le château est de nouveau confisqué. Le duc Emmanuel-Philibert le donne en fief le 9 novembre 1559 à François-Prosper de Genève-Lullin.
En 1589 le château est brûlé et son gouverneur tué lors de la guerre qui oppose le duc de Savoie Charles-Emmanuel d'une part à Genève et au roi de France d'autre part. Place importante, il est remis en état de défense.
Clémence de Genève-Lullin, qui l'a reçu en dot de son père Prosper de Genève en 1589 lors de son mariage avec Bernard IV de Menthon, sans enfants, le lègue à l'hôpital d'Annecy le 8 mars 1606, à charge de ce dernier de verser une rente au chapitre de Notre-Dame-de-Liesse.
En 1857, Jean-Daniel Colladon procéda dans le château aux essais d'une machine perforatrice à air comprimé qui, après avoir attaqué le Salève, fut utilisée pour le percement du tunnel du Mont-Cenis.
Aujourd'hui, il est le centre d'une exploitation agricole.

## Description

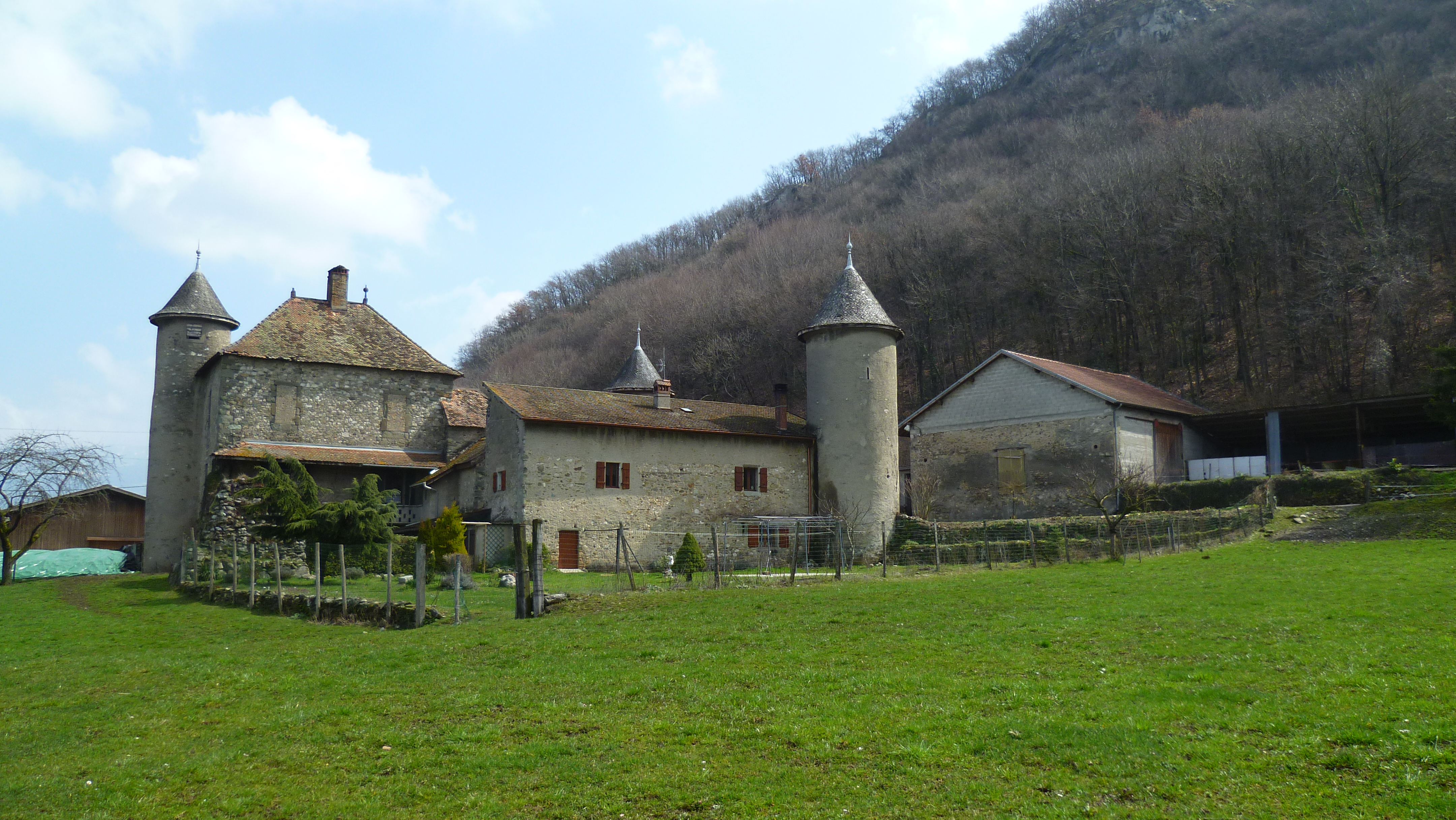
Vue du château.

Le château d'Étrembières ou « Château Haut » se présente sous la forme d'une enceinte de 21 × 28 mètres  de côté que flanquent aux angles des tours rondes ; il en subsistent trois. Autour d'une cour intérieure sont disposés les logis qui ont été restaurés aux XVe et XVIe siècles. En 1589, toute la partie située au nord-ouest a été rasée